# كيسوكي كويد
كيسوكي كويد (باليابانية: 小出恵介؛ بالكانا: こいで けいすけ) هو ممثل ياباني، ولد في 20 فبراير 1984 في ميناتو في اليابان.

## وصلات خارجية
- كيسوكي كويد على موقع IMDb (الإنجليزية)
- كيسوكي كويد على موقع ألو سيني (الفرنسية)
- كيسوكي كويد على موقع ميوزك برينز (الإنجليزية)
- كيسوكي كويد على موقع أول موفي (الإنجليزية)
- كيسوكي كويد على موقع قاعدة بيانات الفيلم (الإنجليزية)
- كيسوكي كويد على موقع كينوبويسك (الروسية)